# Мессештадт Вест (станция метро)
«Мессештадт Вест» (нем. Messestadt West) — станция Мюнхенского метрополитена, расположенная на линии  между станциями «Мосфельд» и «Мессештадт Ост». Станция находится в районе Трудеринг-Рим (нем. Trudering-Riem).

## История
Открыта 29 мая 1999 года в составе участка «Инсбрукер Ринг» — «Мессештадт Ост». Станция планировалась под названием «Рим Вест» (нем. Riem West) или «Ной-Рим Вест» (нем. Neu-Riem West).

## Архитектура и оформление
Однопролётная станция мелкого заложения. Естественно оставленные путевые стены выкрашены в светло-красный цвет. Бетонный потолок оснащён двумя рядами ламп и дополнительно девять круглых застелённых ниш, через которые внутрь попадает дневное освещение. Платформа выложена светлыми гранитными плитами. Имеет два выхода по обоим концам платформы. В восточной части платформы расположен лифт.

## Таблица времени прохождения первого и последнего поезда через станцию

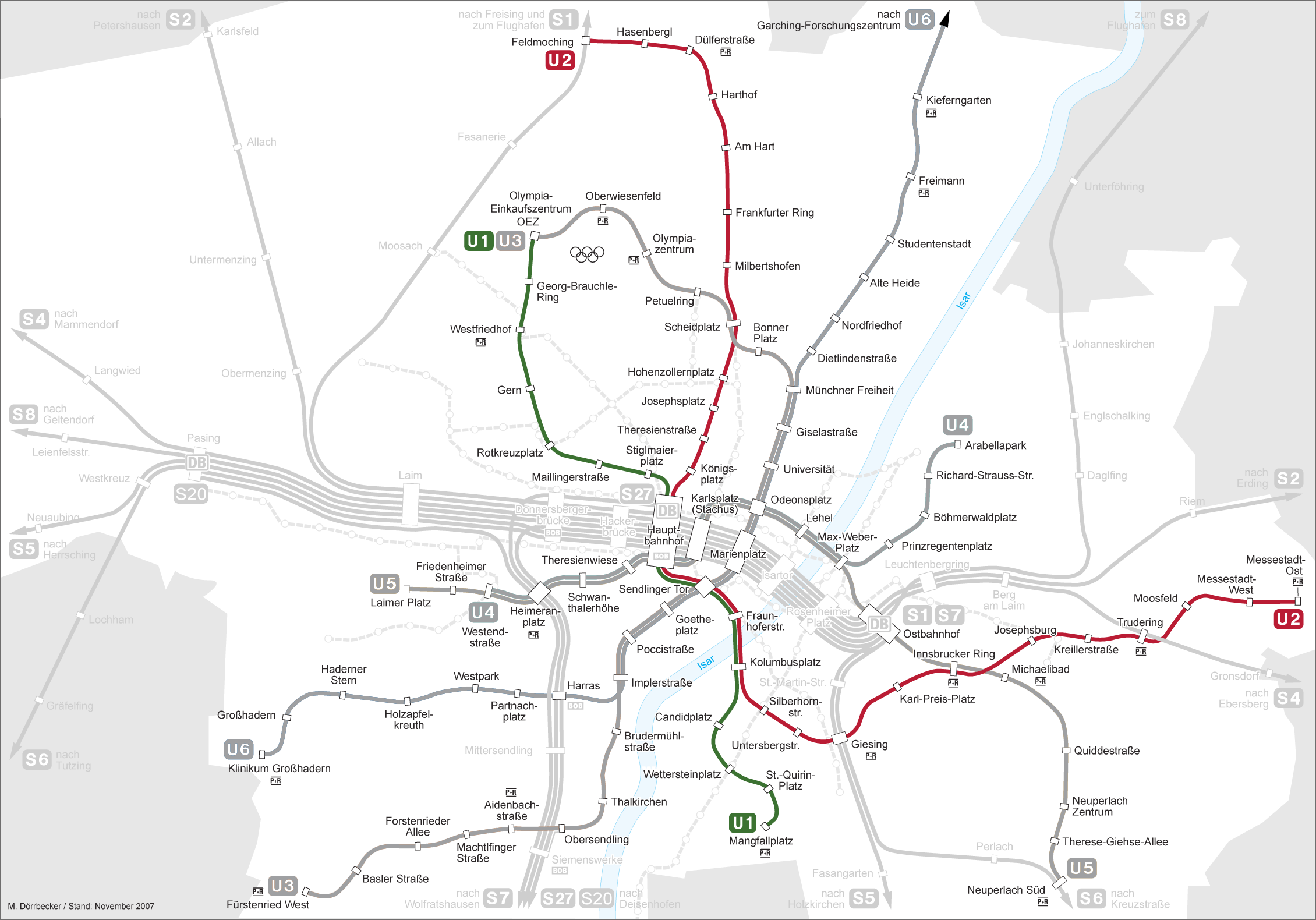
Сеть линий и мюнхенского метро

|                                    | Воскресенье — Четверг (ч:мм) | Пятница — Суббота (ч:мм) |
|                                    | первый                       |                          |
| последний                          |                              |                          |
| В сторону станции «Мосфельд»       | 4:12                         | 4:12                     |
| В сторону станции «Мосфельд»       | 0:54                         | 1:54                     |
| В сторону станции «Мессештадт Ост» | 4:54                         | 4:54                     |
| В сторону станции «Мессештадт Ост» | 1:37                         | 2:37                     |

## Пересадки
Проходят автобусы следующих линий: 139, 189, 190, 263 и 264.
| Предыдущая станция | Расстояние | Линия | Расстояние | Следующая станция |
| ------------------ | ---------- | ----- | ---------- | ----------------- |
| Мосфельд           | 1683 м     |       | 925 м      | Мессештадт Ост    |